# Ô mère de Miséricorde

Ô mère de Miséricorde est un cantique, parmi les innombrables dédiés à la Vierge Marie, faisant partie du patrimoine religieux des Corses et en particulier des Ajacciens qui vouent à "Marie, Mère de Miséricorde" une dévotion toute particulière, à tel point que le 18 mars où la Mère du Seigneur est vénérée sous ce vocable est officiellement férié à Ajaccio.
Ce chant marque aussi traditionnellement la procession mariale du 15 août où la ville impériale vénère simultanément son fils le plus célèbre, Napoléon Ier, et l'Assunta Gloriosa.

## Texte du cantique
Refrain

Ô Mère de miséricorde

Au cœur si suave et si doux

Notre Reine, priez pour nous, priez pour nous

Ô Mère de miséricorde

1

Trésor de tendresse,

Sourire des Cieux,

Source d’allégresse

Pour les malheureux.

2

Jésus à sa Mère

Ne résiste pas.

À notre misère,

Il ouvre les bras.

3

Son cœur vous appelle,

Vous tous qui souffrez.

Venez auprès d’elle

Lorsque vous pleurez.

4

Mère de clémence,

Garde tes enfants.

Sois leur assistance,

Rends-les triomphants.

5

Près de toi, Marie,

Puissions-nous mourir,

Et dans la Patrie,

Toujours te bénir.